# Обераурах
Обераурах (нім. Oberaurach) — громада в Німеччині, розташована в землі Баварія. Підпорядковується адміністративному округу Нижня Франконія. Входить до складу району Гасберге.
Площа — 36,76 км2. Населення становить 3932 ос. (станом на 31 грудня 2020).